# Circeo rosato
Il Circeo rosato è un vino DOC la cui produzione è consentita nella provincia di Latina.

## Caratteristiche organolettiche
- colore: rosato più o meno intenso con riflessi violacei
- odore: fine gradevole
- sapore: secco o amabile, armonico, delicato, vellutato

## Produzione
Provincia, stagione, volume in ettolitri
- nessun dato disponibile